# Oncicola micracantha
Espèce
Oncicola micracantha est une espèce d'acanthocéphales de la famille des Oligacanthorhynchidae. C'est un parasite digestif d'une mouffette d'Amérique du Sud.